# Javier Corrochano Moreno
Francisco Javier Corrochano Moreno (Talavera de la Reina, 23 de setembre de 1950) és un polític espanyol del Partit Socialista Obrer Espanyol (PSOE).

## Biografia
Nascut el 23 de setembre de 1950 a Talavera de la Reina (província de Toledo), es va llicenciar en Filosofia i Lletres a la Universitat Autònoma de Madrid, obtenint posteriorment plaça de catedràtic d'institut a Talavera de la Reina.
Membre del Partit Socialista Obrer Espanyol (PSOE) des de 1983, va ser candidat a regidor de l'Ajuntament de Talavera de la Reina i candidat a diputat a les Corts regionals per Toledo en 1987; va resultar triat per a tots dos càrrecs.
Va accedir a l'alcaldia de Talavera de la Reina com a conseqüència d'una investidura el 15 de febrer de 1990 després una moció de censura que va desallotjar del càrrec a Luis Antonio González Madrid, del Centre Democràtic i Social (CDS), que governava un inestable tripartit format per Aliança Popular, CDS i Partit Comunista d'Espanya. Cap de llista de nou del PSOE en les eleccions municipals de 1991, va revalidar l'alcaldia amb una nova investidura el 15 de juny de 1991. Va cessar com a alcalde el 6 de juliol de 1992, donant pas a Isidro Flores.
Va exercir de subdelegat del Govern d'Espanya en la província de Toledo entre 2004 i 2012. Després del seu cessament com a subdelegat del Govern es va reincorporar a la seva plaça com a catedràtic d'institut, per jubilar posteriorment.
El 2015 va tornar a encapçalar la llista del PSOE a les eleccions municipals de 2015 a Talavera de la Reina.